# Getto van Shanghai

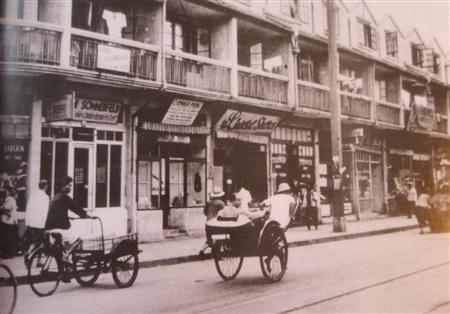
Het getto van Shanghai in 1943

Het getto van Shanghai was een gebied van 2,5 km² in de Chinese stad Shanghai waar ongeveer 20.000 Joodse vluchtelingen, hoofdzakelijk uit het Derde Rijk, de Holocaust overleefden.

## Geschiedenis
Na de Slag om Shanghai in 1937 viel de stad in Japanse handen. De Japanners lieten echter verder buitenlanders in de stad toe zonder visum. De Chinese consul, Ho Feng Shan in Wenen gaf in de jaren 1938 tot en met 1940 Duitse uitreisvisa, tegen het beleid van zijn ambassadeur in. Hetzelfde deden de Nederlands consul Jan Zwartendijk (overigens met medeweten van ambassadeur L.P.J  De Decker) en de Japanse consul Chiune Sugihara in Litouwen. In Shanghai waren er al Joodse gemeenten, onder andere een van na de Russische Revolutie.
In deze tijd leefde er in Japan een merkwaardige perceptie over de Joden. Men nam economische vooroordelen zoals de Protocollen van de wijzen van Sion over, maar meende de zogenaamde economisch machtige Joden voor hun karretje te kunnen spannen. Als ze werkelijk economisch zo machtig waren, dan zouden ze volgens de Japanners de bezette gebieden tot bloei kunnen brengen, waardoor Japan baat bij hun aanwezigheid had. Anderzijds had de Joodse gemeenschap wel te maken met antisemitische pesterijen en aanvallen van eveneens in Shanghai wonende Witte (niet-joodse) Russen.
In 1941 bezocht Gestapo Obersturmbannfuhrer Josef Meisinger bezet Shanghai, en stelde de Japanse autoriteiten een aantal plannen voor om ook Shanghai 'judenrein' te maken. Zo wilde hij een concentratiekamp oprichten en stelde hij als alternatief voor alle joden te laten verhongeren op schepen. De Japanse autoriteiten gaven niet toe aan de druk maar begonnen zich wel respressiever op te stellen tegen de Joden.
De Japanse bezetters lieten Joodse eigendommen in beslag nemen en vaardigden steeds meer reisbeperkingen uit. Op 15 november 1942 besloten zij tot de vorming van een getto. Het getto werd op 3 september 1945 bevrijd. Na de stichting van de staat Israël in 1948 verlieten bijna alle bewoners het getto. Uiteindelijk zijn in het getto ongeveer 2000 personen om het leven gekomen.